# Уилки, Лефти
Олдон Джей «Лефти» Уилки (англ. Aldon Jay «Lefty» Wilkie; 30 октября 1914, Зиландия, Саскачеван — 5 августа 1992, Туалатин, Орегон) — канадский и американский бейсболист, питчер. Играл в Главной лиге бейсбола в составе клуба «Питтсбург Пайрэтс».

## Биография

### Ранние годы и начало карьеры
Олдон Джей Уилки родился 30 октября 1914 года в Зиландии, сельском поселении в провинции Саскачеван. Он был единственным ребёнком в семье фермера Армана Уилки и его супруги Эллы Софии, имевших шотландские и норвежские корни. В 1929 году они переехали на ферму близ Саскатуна, где Уилки учился в старшей школе. Он активно занимался спортом, играл за школьные команды по бейсболу, хоккею, баскетболу и футболу.
Окончив школу, в 1933 году Уилки начал выступать за полупрофессиональную команду «Нозерн Дистрибьюторс». Через год он перешёл в «Реджайну Нэшионалс», бывшую одной из сильнейших полупрофессиональных команд Саскачевана. Его игру увидел и оценил Тед Лайонс, питчер клуба Главной лиги бейсбола «Чикаго Уайт Сокс», посоветовавший Уилки переехать в США и развивать дальнейшую карьеру. В 1935 и 1936 годах он играл за команды «Ванкувер Атлетикс» и «Ванкувер Эрроуз».
В начале 1937 года Уилки и его родители переехали в Ньюберг в штате Орегон. Весной он получил приглашение на сборы клуба Лиги Тихоокеанского побережья «Сан-Франциско Силс». После подписания контракта его направили в фарм-команду «Такома Тайгерс», где он одержал пятнадцать побед при тринадцати поражениях и сыграл ноу-хиттер в матче против «Венатчи Чифс», состоявшем из семи иннингов. После окончания сезона права на Уилки пытался выкупить клуб «Бруклин Доджерс», но сделка не состоялась.
В составе «Сан-Франциско» он провёл два следующих сезона, но без какого-либо прогресса. Играя реливером, в 1938 году Уилки провёл на поле 110 иннингов с одной победой при восьми поражениях и пропускаемостью 3,93. В сезоне 1939 года он сыграл всего 57 иннингов, а показатель ERA вырос до 6,32. Весной 1940 года его отправили в фарм-клуб из Оклахомы-Сити, где Уилки сыграл только в четырёх матчах и переболел гриппом, заметно похудев. В мае он вернулся на запад и сумел подписать контракт с командой «Такома Рейнирс».
Сменив команду, Уилки также поменял и технику выполнения подачи. Основными бросками в его арсенале стали фастбол и кервбол, который называли одним из лучших в лиге. В 1940 году он сыграл за «Рейнирс» 144 иннинга с пропускаемостью 2,69, одержав тринадцать побед при пяти поражениях, и выиграл с командой чемпионат Лиги Тихоокеанского побережья. В августе его контракт был выкуплен клубом «Питтсбург Пайрэтс».

### Главная лига бейсбола и служба в армии
Весной 1941 года Уилки получил гражданство США. Во время предсезонных сборов он произвёл хорошее впечатление на главного тренера «Пайрэтс» Фрэнки Фриша, но по ходу чемпионата выходил на поле нечасто, сыграв шесть матчей в стартовом составе и ещё двадцать как реливер. К концу года в активе Уилки было две победы и четыре поражения при пропускаемости 4,56.
В 1942 году он провёл за «Пайрэтс» 107,1 иннингов с шестью победами при семи поражениях и показателе ERA 4,19. Осенью его супруга Джинни Мэй, на которой он женился четырьмя годами ранее, родила сына и дочь. Следующий сезон Уилки пропустил, предпочтя выступлениям за «Питтсбург» работу на судостроительной верфи в Орегоне. Полностью от игры он не отказался и играл за заводскую команду. В июле 1943 года Уилки призвали в армию. Он служил в одном из полков 70-й пехотной дивизии, участвовал в боях на территории Франции и Германии. После окончания войны он выступал за бейсбольную команду дивизии, находившейся в Германии. В декабре 1945 года его демобилизовали.

### Заключительный этап карьеры
Вернувшись в США, Уилки снова присоединился к «Пайрэтс», но в чемпионате 1946 года принял участие всего в двух играх. В июне его перевели в фарм-команду «Голливуд Старз», где он доиграл сезон. Весной 1947 года он провёл несколько игр за «Индианаполис Индианс», после чего перешёл в «Окленд Окс», которых возглавлял Кейси Стенгел. В составе последних в сезоне 1948 года Уилки выиграл чемпионат Лиги Тихоокеанского побережья.
Его карьера в младших лигах длилась ещё три сезона, в которых Уилки играл за «Окс», «Бомонт Экспортерс», «Канзас-Сити Блюз» и «Викторию Атлетикс». Последней его командой стали «Сейлем Сенаторз».

### После бейсбола
Закончив играть, Уилки работал плотником и мебельщиком, занимался разведением кур. Он стал экспертом в области птицеводства, выступал в роли судьи на выставках. В 1985 году его избрали в Зал бейсбольной славы Саскачевана.
Скончался Лефти Уилки 5 августа 1992 года в результате сердечного приступа. Ему было 77 лет.